# 武云飞
武云飞（1938年—），男，山东省青岛市人，中国著名高原生物及鱼类学家，现为中国海洋大学水产学院教授。长期从事鱼类分类学、形态学和水产研究工作，尤以研究青藏高原鱼类著称。1961年至1993年曾在青海工作，任职于中国科学院西北高原生物研究所。

## 主要学术著作
- 《青藏高原鱼类》，武云飞、吴翠珍著，四川科学技术出版社，1992年，ISBN 9787536421684
- 《海洋脊椎动物学》，武云飞主编，中国海洋大学出版社, 2013年，ISBN 9787567003422